# والتر روس (ملاكم)
والتر روس (بالإنجليزية: Walter Ross)‏ مواليد 3 يوليو 1898 في غلاسكو، هو ملاكم محترف بريطاني سابق صنّف ضمن فئة وزن الذبابة.

## إحصائيات
خاض خلال مسيرته 67 نزالا، فاز في 40 وتعادل في 3 وخسر في 22. فاز بالضربة القاضية في 15 نزالا.

## روابط خارجية
- والتر روس على موقع بوكس ريك (الإنجليزية) (registration required)